# Долгое (озеро, Лепельский район, бассейн Эссы)
До́лгое (бел. До́ўгае) — озеро в Лепельском районе Витебской области Белоруссии. Относится к бассейну реки Эсса.

## Физико-географическая характеристика
Озеро Долгое находится в 4 км юго-восточнее города Лепель. На его восточном берегу располагается деревня Дворище, западнее — деревня Козлы. Высота водного зеркала над уровнем моря — 152,6 м.
Площадь поверхности водоёма составляет 0,69 км², длина — 2,5 км, наибольшая ширина — 0,45 км. Длина береговой линии — 6,7 км. Наибольшая глубина — 6,1 м, средняя — 3,1 м. Объём воды в озере — 2,17 млн м³. Площадь водосбора — 7,8 км².
Котловина лощинного типа, вытянутая с северо-востока на юго-запад. Склоны преимущественно высотой 8—10 м, пологие, песчаные, распаханные, местами поросшие луговой растительностью. Высота восточных склонов не превышает 4 м. Береговая линия извилистая. Берега преимущественно высокие, песчаные, поросшие кустарником. На севере и западе имеются низкие участки берега.
Мелководье песчаное, местами песчано-глинистое. Дно плоское, сапропелистое. Наиболее глубокие участки — глинисто-илистые. Максимальная глубина отмечена в центральной части водоёма, ближе к восточному берегу.

## Гидробиология
Минерализация воды составляет 260—270 мг/л, прозрачность — 1,3 м. Озеро эвтрофное, слабопроточное. Впадает несколько ручьёв, на юго-западе вытекает ручей в озеро Заднее.
Несмотря на эвтрофность, водоём зарастает незначительно. Прибрежная растительность формирует узкую полосу не шире 10 м. Растения присутствуют до глубины 2,3 м.
В озере обитают лещ, щука, линь, карась, окунь, плотва, краснопёрка и другие виды рыб.